# Miró da Muribeca

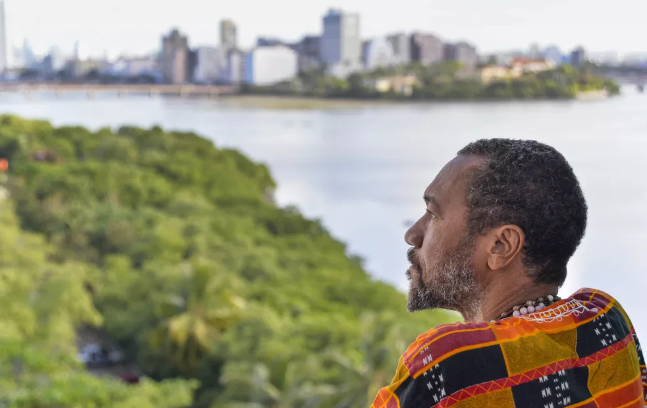
Foto: Wesley D'Almeida/PCR/Divulgação

João Flávio Cordeiro da Silva (Recife, 6 de agosto de 1960 — Recife, 31 de julho de 2022), conhecido pelo pseudônimo de Miró da Muribeca, foi um poeta brasileiro.
Ganhou o apelido jogando futebol, sendo comparado pelos amigos ao jogador Mirobaldo, à época defendendo o Santa Cruz.
Miró era poeta performático das ruas. Saiu da Muribeca, bairro da periferia recifense que emprestou o nome a sua assinatura artística, para tornar-se referência na poesia urbana.
Iniciou na poesia com versos marcados pelo lirismo, mas depois começou a refletir na sua obra a violência policial que experimentava no dia-a-dia.
Miró publicou mais de 15 livros e tem poemas traduzidos para o espanhol e para o francês. Em agosto de 2021, o poeta lançou o livro "O Céu é no 6º Andar", comemorando o aniversário de 61 anos.
Em maio de 2022 o artista foi internado em um hospital público de Recife por problemas de saúde. Morreu em 31 de julho do mesmo ano.
A Companhia Editora de Pernambuco (Cepe), lamentou seu falecimento em nota, em que chama Miró de "um dos poetas brasileiros mais importantes da atualidade".

## Obras
- 1985 - Quem descobriu o azul anil? (Independente)
- 1987 - Ilusão de ética (Independente)
- 2004 - Para não dizer que não falei de flúor (Independente)
- 2012 - DizCriação (Andararte)
- 2013 - Miró até agora (Interpoética/Fundarpe)[8]
- 2017 - O penúltimo olhar sobre as coisas (Mariposa Cartonera)[9]
- 2017 - Meu filho só escreve besteira (Independente)[10]